# Farní sbor Českobratrské církve evangelické v Pržně
Farní sbor Českobratrské církve evangelické v Pržně je sborem Českobratrské církve evangelické v Pržně. Sbor spadá pod Východomoravský seniorát.
Kazatelem sboru je jáhen Aleš Zapletal. Kurátorkou sboru je Hana Borošová.

## Faráři sboru
- Michal Solnensis Žilinský (1782–1785)
- Lan Lány (1786–1794)
- Ondrej Sloboda (1794–1805)
- Jan Šulek (1806–1814/15)
- Ludvík Látkoczy (1815–1833)
- Adam Žambokréty (1834–1841)
- Jan Pellar (1842–1862)
- Jan Jiří z Kraiczů (1865–1867)
- Augustin Pilečka (1867–1903)
- Jan Goláň (1904–1910)
- Alexander Winkler (1911–1920)
- Jan Bázlik (1922–1929)
- František Losa (1934–1946)
- Čeněk Holeček (1946–1961)
- Tomáš Holeček (1961–1982)
- Tomáš Jirků (1984–1991)
- Martin T. Zikmund (1991–2000)
- Daniel Heller (2003–2009)
- Jaroslav Voda (2009–2010, 2010–2011)
- Zdeněk Píštěk (2011–2016)
- Lenka Freitingerová (2017–2021)
- jáhen Aleš Zapletal (2021–)